# Jesse Owens
Jesse Owens, właśc. James Cleveland Owens (ur. 12 września 1913 w Oakville, w stanie Alabama, zm. 31 marca 1980 w Tucson, w stanie Arizona) – amerykański lekkoatleta, 4-krotny mistrz olimpijski z Berlina (1936) (100 m i 200 m, skok w dal, 4 × 100 m). Wielokrotny rekordzista świata. Po zakończeniu kariery sportowej został działaczem ruchu na rzecz praw czarnoskórych w Stanach Zjednoczonych.

## Rekordy
W Ann Arbor, 25 maja 1935 r., ustanowił 5 rekordów świata w ciągu 45 minut („day of days”). 100 jardów pobiegł w czasie 9,4 sekundy. 220 jardów, czyli 201 m pobiegł w 20,3 sekundy. Dystans 220 jardów przez płotki pokonał w 22,6 sekundy, a rekord w skoku w dal wyniósł 8,13 metrów. Jego rekord z 1935 w skoku w dal (8,13 m) przetrwał ponad 25 lat. Natomiast do 1956 roku utrzymał się rekord Owensa w biegu na 100 metrów (10,2 s).

## Igrzyska w Berlinie
Owens stał się gwiazdą Letnich Igrzysk Olimpijskich w Berlinie. Amerykanin w stolicy Niemiec zdobył aż 4 złote medale, czego dokonał jako jeden z dwóch lekkoatletów w historii (drugim był Carl Lewis na Letnich Igrzyskach Olimpijskich w 1984). Owens stał się gwiazdą lekkoatletyki i ulubieńcem berlińskich trybun.

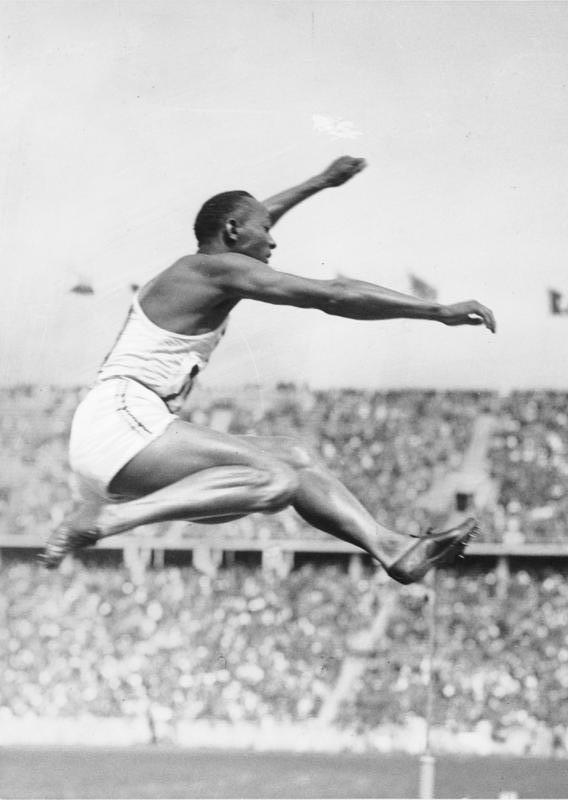
Jesse Owens skacze w dal podczas Igrzysk w Berlinie (1936)

## Incydent z Hitlerem
Owens wspominał, że Adolf Hitler pogardliwie wypowiadał się o czarnoskórych lekkoatletach z USA. Z tego powodu powstał mit jakoby po ceremonii wręczenia medalu przedstawiciele Komitetu Olimpijskiego zaprowadzili Owensa przed trybunę Hitlera, na którą nie został jednak wpuszczony, a Hitler miał nie zgodzić się na uściśnięcie mu ręki. Gdy zawodnik ukłonił się Hitlerowi, ten oddał mu krótki nazistowski salut z ugięciem ręki. Jest to jednak kłamstwo, a sam Owens w późniejszych latach wspominał „Przez wiele lat krążyła legenda, że Hitler odmówił podania mi ręki. W rzeczywistości, na szczęście, ani razu nie miałem okazji znaleźć się w pobliżu nazistowskiego dyktatora. Nie po to byłem w Berlinie. Moją dumę w zupełności zaspokajał fakt, iż w kraju podporządkowanym ideologii rasistowskiej dowiodłem, że nie ma ras wyższych”. Owens mówił także „Kiedy minąłem kanclerza, wstał, pomachał mi ręką, a ja mu odmachałem. Myślę, że pisarze wykazali się złym gustem w krytykowaniu człowieka godziny w Niemczech”. Dodatkowo sam Hitler tego dnia nie podał ręki żadnemu sportowcowi, gdyż musiałby wybrać między gratulacjami dla każdego zawodnika, a nierobieniem tego wcale. Koniec końców kanclerz III Rzeszy wybrał drugą opcję. Narodowo-socjalistyczna III Rzesza zadbała o swoistą oprawę propagandową organizowanych przez siebie igrzysk, ale nie pominięto dokonań Owensa w dokumencie Olimpiada. Owens został również jednym z bohaterów dokumentalnego filmu Leni Riefenstahl o berlińskich igrzyskach. Aby jego rekordowy skok wyglądał na ekranie bardziej efektownie, część ujęć dokręcono później.

## Życie prywatne
Owens był najmłodszym z dziesięciorga rodzeństwa. Biegacz miał 3 siostry i 6 braci. Owens studiował na Uniwersytecie Stanu Ohio w Columbus. W 1935 roku poślubił Minnie Ruth Solomon, która była jego żoną do śmierci Owensa. Po Igrzyskach w Berlinie podróżował po kraju jako lider kapeli jazzowej. Dzięki temu zarobił dużo pieniędzy, lecz je stracił przez złe inwestycje. Ponadto Owens występował na pokazach cyrkowych i pracował przy dystrybutorze paliwa. W 1966 roku został skazany za próbę oszustwa podatkowego.

## Działalność społeczna polityczna
Owens był także doradcą ds. sportu prezydenta USA Dwighta Eisenhowera. Biegacz był także zatrudniony przez rząd USA jako Ambasador dobrej woli UNICEF.

## Nagrody i wyróżnienia
- Złoty Medal Kongresu (1990)

## Upamiętnienie w popkulturze
- Jest bohaterem filmu Zwycięzca.